# Coupe du Golfe des clubs champions 2000
Navigation
Mascate 1999 Al Ain 2001
La Coupe du Golfe des clubs champions 2000 est la 17e édition de la Coupe du Golfe des clubs champions. Organisée à Koweït, au Koweït, elle regroupe au sein d'une poule unique les champions des pays du golfe Persique. Les clubs rencontrent une seule fois leurs adversaires.
Cette édition fait également office de groupe éliminatoire pour la Coupe des clubs champions arabes 2000, puisque les deux premiers du tournoi se qualifient pour la phase finale de la compétition. Cependant, avec la place réservée au club d'Al Shabab Riyad, tenant du titre, Al Hilal Riyad, deuxième du tournoi, doit laisser sa place à Al Muharraq Club.

## Équipes participantes
6 équipes prennent part au tournoi :
- Qadsia Sporting Club - Champion du Koweït 1998-1999
- Al Hilal Riyad - Championnat d'Arabie saoudite 1997-1998
- Al Ahly Dubaï - 5e du championnat des Émirats arabes unis 1998-1999
- Al Nasr Salalah - Champion d'Oman 1997-1998
- Al Ittihad Doha - Finaliste de la Prince Crown Cup 1998-1999
- Al Muharraq Club - Champion de Bahreïn 1998-1999

## Compétition
| Rang | Équipe               | Pts | J | G | N | P | Bp | Bc | Diff |  | Résultats (▼ dom., ► ext.) |  |     |     |     |     |     |
| ---- | -------------------- | --- | - | - | - | - | -- | -- | ---- |  | -------------------------- |  | --- | --- | --- | --- | --- |
| 1    | Qadsia Sporting Club | 13  | 5 | 4 | 1 | 0 | 10 | 1  | +9   |  | Qadsia Sporting Club       |  | 0-0 | 4-1 | 2-0 | 2-0 | 2-0 |
| 2    | Al Hilal Riyad       | 11  | 5 | 3 | 2 | 0 | 12 | 2  | +10  |  | Al Hilal Riyad             |  |     | 4-1 | 4-1 | 0-0 | 4-0 |
| 3    | Al Muharraq Club     | 7   | 5 | 2 | 1 | 2 | 8  | 11 | -3   |  | Al Muharraq Club           |  |     |     | 0-0 | 3-2 | 3-1 |
| 4    | Al Nasr Salalah      | 5   | 5 | 1 | 2 | 2 | 4  | 7  | -3   |  | Al Nasr Salalah            |  |     |     |     | 2-0 | 1-1 |
| 5    | Al Ittihad Doha      | 4   | 5 | 1 | 1 | 3 | 4  | 8  | -4   |  | Al Ittihad Doha            |  |     |     |     |     | 2-1 |
| 6    | Al Ahly Dubaï        | 1   | 5 | 0 | 1 | 4 | 3  | 12 | -9   |  | Al Ahly Dubaï              |  |     |     |     |     |     |

| Coupe des clubs champions du golfe Persique Qadsia Sporting Club 1er titre |